# Coupling Selection Album of Victor Years
『Coupling Selection Album of Victor Years』（カップリング セレクション アルバム オブ ビクター イヤーズ）は、日本のロックバンド・KEYTALKのベスト・アルバム。2020年3月18日にGetting Betterより発売された。

## 概要
2013年から2018年までのビクター在籍期間中に発表したカップリング曲を集めた自身初のベスト・アルバム。DVD/Blu-rayには、メジャーデビューシングル「コースター」から5thアルバムリードトラック「暁のザナドゥ」までの全19曲のミュージック・ビデオを収録している。
シングル集『Best Selection Album of Victor Years』や、ボックス・セット『Best Selection Album of Victor Years Complete Box』も同時発売。
当初は3月11日に発売予定だったが、新型コロナウイルス流行による製造の遅延により3月18日に延期となった。

## 収録曲
楽曲の詳細は各項目を参照。

### Disc 1（Vol.1）
1. スポットライト
メジャー1stシングル『コースター』収録曲
2. Winter March
メジャー1stシングル収録曲
3. OSAKA SUNTAN
メジャー1stシングル収録曲
4. サイクル
メジャー2ndシングル『パラレル』収録曲
5. エンドロール
配信限定シングル及びメジャー3rdシングル『MONSTER DANCE』収録曲
6. FREEDOM
メジャー3rdシングル収録曲
7. O型
メジャー3rdシングル収録曲
8. ナンバーブレイン
メジャー4thシングル『FLAVOR FLAVOR』収録曲
9. Stand By Me
メジャー4thシングル収録曲
10. 鏡花水月
メジャー6thシングル『スターリングスター』収録曲
11. summer end
メジャー6thシングル収録曲
12. KARAKURI夢ドキュメント
メジャー7thシングル『HELLO WONDERLAND』収録曲
13. Combat Song
メジャー7thシングル及び4thアルバム『PARADISE』収録曲

### Disc 2（Vol.2）
1. One side grilled meat
メジャー7thシングル収録曲
2. boys & girls
メジャー8thシングル『MATSURI BAYASHI』及び4thアルバム収録曲
3. wasted
メジャー8thシングル収録曲
4. 赤いサイコロのMAYAKASHI
メジャー8thシングル収録曲
5. SAMURAI REVOLUTION
メジャー9thシングル『Love me』収録曲
6. 金木犀
メジャー9thシングル収録曲
7. F.A.T
メジャー11thシングル『黄昏シンフォニー』収録曲
8. タイポロジー
メジャー12thシングル『セツナユメミシ』収録曲
9. 誓い
メジャー12thシングル収録曲
10. さよならを。夏、
メジャー12thシングル収録曲
11. アオイウタ
メジャー13thシングル『ロトカ・ヴォルテラ』収録曲
12. 東京シネマ
メジャー14thシングル『Cheers!』収録曲